# Vocalizzo
Un vocalizzo è un esercizio vocale che consiste nel cantare senza parole su uno o più suoni vocalici.

## Storia
I vocalizzi risalgono almeno al XVIII secolo: la raccolta L'art du chant di Jean-Antoine Bérard del 1755 contiene una raccolta di canzoni senza parole di Lully (1632-1687) e Rameau (1683-1764), scelte per le loro qualità come esercizio tecnico per allenare la voce.
Uno dei più noti esempi è il Vocalizzo op. 34 no. 14 di Rachmaninoff composto nel 1912 per il soprano Antonina Nezhdanova; di questo brano esistono anche versione per voci differenti, per orchestra e per strumenti solisti.
Il primo movimento della quinta Bachianas Brasileiras del 1935 di Heitor Villa-Lobos consiste di un'aria per soprano e violoncello che evolve in un ampio vocalizzo.
Nella musica classica indiana è normale far precedere l'esecuzione di un brano da un vocalizzo, detto aakaar, al fine di riscaldare la voce.